# Kelurahan Selopuro
Kelurahan Selopuro är en administrativ by i Indonesien.   Den ligger i provinsen Jawa Tengah, i den västra delen av landet, 500 km öster om huvudstaden Jakarta. Kelurahan Selopuro ligger vid sjön Waduk Ngancar.